# Politische Parteien in Südkorea
Die Politischen Parteien in Südkorea sind nicht so beständig, wie es zum Beispiel bei europäischen Parteien der Fall ist. Zumeist vor den anstehenden Parlamentswahlen oder Wahlen zur Präsidentschaft, werden häufig neue Bündnisse zwischen den einflussreichen Politikern geschmiedet, Parteien aufgelöst, umbenannt, verschmolzen oder neu gegründet. Da dadurch immer wieder neue politische Verbindungen entstehen, ist eine Orientierung, wofür welche Partei steht, für die Wähler nur schwer möglich. Seit 1945 haben sich auf diesem Weg unzählige Parteien in Südkorea gebildet, die meisten davon mit einer zumeist kurzen Lebensdauer.
Die Parteien, die am längsten unter ein und demselben Namen existierten, war die nationalistisch-rechte Partei Minju-gonghwa-dang (민주공화당, Demokratische Republikanische Partei) der Militärdiktatur unter Park Chung-hee. Sie bestand von 1963 bis 1980 für 17 Jahre, gefolgt von der rechts-konservativen Hannara-dang (한나라당, Große Nationalpartei) mit 15 Jahren. Viele Parteien des linken und des liberalen Spektrums schaffen es häufig nicht, über eine Legislaturperiode hinaus zu bestehen. Somit kann man verstehen, dass die Wahlbeteiligung in Südkorea zu den Parlamentswahlen nicht sehr hoch ist, wie die Wahl im April 2016 wieder gezeigt hat. Mit nur 58,1 % war die Wahlbeteiligung aber so hoch wie seit 12 Jahren nicht mehr. Zum Vergleich: Im Jahr 2009 lag die Wahlbeteiligung zur Bundestagswahl in Deutschland bei 70,8 % und war damit die niedrigste seit Bestehen der Bundesrepublik Deutschland (BRD).

## Geschichte
Während der japanischen Besetzung war die politische Landschaft von der Unabhängigkeitsbewegung gegen die japanische Besatzungsmacht geprägt. Sie bestand aus sowohl linken als auch rechten Fraktionen, die den rechtsextremen Kollaborateuren und dem ultranationalistischen japanischen Totalitarismus und Militarismus entgegenstanden. Einige Unabhängigkeitsaktivisten wandten sich dem Kommunismus zu, mit der Sowjetunion als potentiellen Verbündeten gegen das faschistische Japan. Mitte der 20er verstärkte sich der Zulauf für Ideologien wie den Marxismus und Anarchismus, als materialistisches Gegenpol zum vom Besatzerregime auferzwungenen essentialistischen Staats-Shinto. Trotz Verbot bildeten sich zahlreiche Gewerkschaften und gegen Ende der Besatzung hatte der Nationalrat der Koreanischen Gewerkschaften weit über 500.000 Mitglieder. 
Mit Beginn des Zweiten Weltkrieges wurde die Situation mit Ausblick auf einen endgültigen Sieg der Achsenmächte und der Auslöschung der koreanischen Kultur und Sprache zunehmend von Pessimismus geprägt. Mit dem Wendepunkt im Krieg nach der Schlacht von Midway nahmen die Aktivitäten der Unabhängigkeitsbewegung in erwartungsvoller Hoffnung auf eine japanische Niederlage und auf Befreiung erneut zu.
1943 organisierte sich der Komitee zur Vorbereitung der Unabhängigkeit Koreas unter Führung von Yeo Un-hyeong. Gegen Ende des Zweiten Weltkrieges organisierten sich zahlreiche Volkskomitees und beriefen eine von Kommunisten und Sozialisten besetzte provisorische Regierung, die 1946 von der amerikanischen Militärverwaltung aufgelöst wurde.
Nach der Kapitulation Japans am Ende des Zweiten Weltkriegs erlangte die Koreanische Halbinsel wieder ihre Unabhängigkeit von Japan und wurde infolge des Einmarsches alliierter Streitkräfte im Norden (dem späteren Nordkorea) unter sowjetischer und im Süden (dem späteren Südkorea) unter amerikanische Verwaltung gestellt. Im Süden bildeten sich sofort einige Parteien, die das gesamte politische Spektrum von rechts bis links abdeckten. Doch infolge der antikommunistischen Unterdrückung durch die südkoreanische Regierung und dem Koreakrieg wurde das linke Parteienspektrum stark ausgedünnt. Die US-Militärregierung förderte die politische Rechte, worauf linksorientierte Kräfte in den nördlichen Teil der Koreanischen Halbinsel abwanderten. Die linken bis hin zu moderat-konservativen Parteien boykottierten die separat im Süden abgehaltenen Parlamentswahlen von 1947, um die Vertiefung der Spaltung des Landes zu verhindern, wodurch sie keine politische Repräsentation in den Folgejahren mehr hatten. Die rechtskonservative Liberale Partei und Syngman Rhee hatten damit trotz einer Mehrheit von lediglich 25 % volle Beschlussfähigkeit. Der demokratisch-sozialistische Kandidat Cho Bong-am erreichte 30 % der Stimmen bei der Präsidentschaftswahl von 1956, wurde jedoch 1959 unter Vorwurf der Zusammenarbeit mit hingerichtet. 1960 kam es zu landesweiten Studentenaufständen, die sich in der April-Revolution gipfelten. Der zunehmend autoritär regierende Präsident Rhee Syngman wurde entmachtet und ins Exil in die Vereinigten Staaten gezwungen. In den Neuwahlen wurde erstmals mit dem Yun Bo-seon Kabinett eine demokratisch gewählte Zivilregierung eingerichtet. Im Folgejahr kam es jedoch zum Maiputsch durch das Militär, mit der die Zivilregierung gestürzt wurde und die Demokratisch-Republikanische Partei die Macht übernahm. 1972 wurde die Yushin-Verfassung eingesetzt, die dem Präsidenten weitreichende Vollmachten gab. 1987 kam es unter Teilnahme von fünf Millionen Demonstranten zur Juni-Revolution und das Land wurde demokratisiert.
Die so entstandene Parteienlandschaft, der Mangel an Erfahrung mit demokratischen Strukturen – Südkorea hat sich erst seit 1987 erstmals in der Geschichte Koreas eine länger gehaltene, demokratische Grundordnung gegeben – und die tradierten gesellschaftlichen Strukturen des Landes, förderten Politikerpersönlichkeiten, die weniger an der Herausbildung von programmatischen Elementen der Politik ihrer Parteien interessiert waren, sondern an der Herausbildung von Macht und Machterhalt. Daran hat sich bis heute nicht viel geändert.
Bis zum Jahr 2002, als die Einführung der Zweitstimme für die Listenwahl von Parteien beschlossen wurde, bevorzugte das Wahlrecht Südkoreas in den unterschiedlichen Ausprägungen stets die großen Parteien. Mit der Reform des Wahlrechts im Jahr 2002 wurden 54 der 300 zu vergebenen Sitze über das Verhältniswahlrecht vergeben. Damit hatten kleine Parteien, wenn sie dann die 3 % Hürde überschreiten konnten, ihre Sitze im Gukhoe, der Nationalversammlung, sicher und damit eine größere Chance als es jemals für sie gegeben hatte. Seit dem 1. Januar 2016 sind allerdings die Anzahl Sitze, welche für die Parteienlisten zur Verfügung stehen, von der damaligen Regierungspartei Saenuri-dang von 54 auf 47 Sitze reduziert worden.
Die dominierenden Parteien Südkoreas waren stets von den jeweiligen Rahmenbedingungen, wie der Teilung Koreas, und den Führungspersönlichkeiten geprägt. So etwa gründete I Singman (Rhee Syng-man) 1945 im amerikanisch besetzten Südkorea die Daehan Gungminhoe (대한국민회), Koreanische Nationalvereinigung. Ihre von ihm ein Jahr später ins Leben gerufene Daehan Donglib Chogseong Gungminhoe (대한독립촉성국민회), Nationale Vereinigung für die unverzügliche Verwirklichung der koreanischen Unabhängigkeit, war ab Gründung der Republik Korea im Jahr 1948 seine Regierungspartei, die allerdings gleich nach der Gründung den Namen in Gungminhoe (국민회), Nationale Vereinigung, und 1951 in Jayudang (자유당), Liberale Partei, änderte. Bis zum Sturz I Singmans 1960 blieb sie an der Macht. Nach der Machtübernahme  Bak Jeong-huis (Park Chung-hee) im Jahr 1962 wurde die 1963 gegründete Minju Gonghwadang (민주공화당), Demokratisch-Republikanische Partei, bis 1979 dessen politische Stütze.  Nach seinem Putsch im Jahr 1980 stand Präsident Jeon Du-hwan (Chun Doo-hwan) bis 1988 der Saejeongchi Gungminhoeui (새정치국민회의), Nationalkongress für neue Politik, zur Seite. Er wurde von der Minju Jeong-uidang (민주정의당), Demokratische Gerechtigkeitspartei, der Jayu Minjudang (자유민주당), Demokratisch-Liberale Partei, und der Sin Hangukdang (신한국당), Neue Korea-Partei, abgelöst, denen der Präsident No Tae-u (Roh Tae-woo) von 1988 bis 1993 angehörte.  Der von 1993 bis 1998 regierende Präsident Gim Yeong-sam (Kim Young-sam) stand von 1990 bis 1997 der Minju Jayudang, der Demokratisch-Liberalen Partei, vor. Gim Dae-jung (Kim Dae-jung), Präsident zwischen 1998 und 2003, war von 1995 bis 2000 Vorsitzender des Saejeongchi Gungminhoeui (새정치국민회의), Nationalkongress für neue Politik, und von 2000 bis 2003 der Saecheonnyeon Minjudang (새천년민주당), der Demokratischen Partei des neuen Jahrtausends. No Mu-hyeon (Roh Moo-hyun), von 2003 bis 2008 Präsident der Republik Korea, führte die Yeollin Uridang (열린우리당), Öffnet Unsere Partei. Präsident I Myeong-bak (Lee Myung-bak), von 2008 bis 2013, gehörte von 1998 bis 2012 zur Hannara-dang (한나라당), Koreanische Nationalpartei, und bis zum Ende seiner Amtszeit zur Saenuridang  (새누리당), Partei des neuen Landes. Bak Geun-hye (Park Geun-hye), seine innerparteiliche Gegnerin, welche die Präsidentschaft 2013 übernahm, führte die Saenuridang bis 2017 und wandelte in die Jayu Hangukdang (자유한국당), Liberale Koreapartei, um. Seit dem Machtwechsel 2017 vertritt Mun Jae-in die Republik Korea und stützt sich auf die Deobureo Minjudang (더불어민주당), Gemeinsame Demokratische Partei. Die Wahlen des Jahres 2020 bestätigte die Mehrheit der Deobureo Minjudang, deren Opposition die konservative Mirae Tonghapdang, Vereinigte Zukunftspartei, darstellt.

## Liste der Parteien seit 1945
|    | Partei                         | koreanische Schreibweise | Deutsche Bezeichnung                                     | Kürzel f. dt. Bez. | politische Ausrichtung       | gegr. | auf- gelöst | umbe- nannt | Vorläufer                                                                 | Nachfolger                                                              | engl. Bezeichnung der Partei              |
| -- | ------------------------------ | ------------------------ | -------------------------------------------------------- | ------------------ | ---------------------------- | ----- | ----------- | ----------- | ------------------------------------------------------------------------- | ----------------------------------------------------------------------- | ----------------------------------------- |
| 1  | Joseon-geonguk-junbi-wiweonhoe | 조선건국준비위원회       | Komitee zur Vorbereitung der Gründung des Staates Joseon |                    |                              | 1945  | ?           |             |                                                                           |                                                                         |                                           |
| 2  | Hanguk-minju-dang (1945)       | 한국민주당               | Demokratische Partei Koreas (1945)                       | DPK                | nationalistisch-rechts       | 1945  | 1949        |             |                                                                           | Minju-gungmin-dang                                                      | Korea Democratic Party                    |
| 3  | Joseon-gongsan-dang            | 조선공산당               | Kommunistische Partei Koreas                             | KPK                | kommunistisch                | 1945  | 1946        |             |                                                                           |                                                                         |                                           |
| 4  | Joseon-minjok-dang             | 조선민족당               | Volkspartei Joseon                                       | VPC                |                              | 1945  | ?           |             |                                                                           |                                                                         |                                           |
| 5  | Joseon-minju-dang              | 조선민주당               | Demokratische Partei Joseon                              | DPC                |                              | 1945  | ?           |             |                                                                           |                                                                         |                                           |
| 6  | Minju-gungmin-dang             | 민주국민당               | Demokratische Nationalpartei                             | DNP                |                              | 1949  | 1955        |             | Hanguk-minju-dang                                                         | Minju-dang (1955)                                                       | Democratic Nationalist Party              |
| 7  | Jayu-dang                      | 자유당                   | Liberale Partei                                          | LP                 |                              | 1951  | 1961        |             |                                                                           |                                                                         |                                           |
| 8  | Minju-dang (1955)              | 민주당                   | Demokratische Partei (1955)                              | DP55               |                              | 1955  | 1961        |             | Minju-gungmin-dang und durch Abspaltung von der Jayu-dang                 | Minju-dang (1963)                                                       | Democratic Party (South Korea, 1955)      |
| 9  | Jinbo-dang                     | 진보당                   | Progressive Partei                                       | PP                 |                              | 1956  | 1958        |             |                                                                           |                                                                         | Progressive Party (South Korea)           |
| 10 | Gungminui-dang (1963)          | 국민의당                 | Partei der Bürger (1963)                                 | PDB63              |                              | 1963  | 1964        |             |                                                                           | Daejung-dang                                                            |                                           |
| 11 | Jayu-minju-dang                | 자유민주당               | Liberale Demokratische Partei                            | LDP                |                              | 1963  | 1964        |             |                                                                           | Daejung-dang                                                            |                                           |
| 12 | Minju-dang (1963)              | 민주당                   | Demokratische Partei (1963)                              | DP63               |                              | 1963  | 1965        |             | Minju-dang (1955)                                                         | Daejung-dang                                                            |                                           |
| 13 | Minju-gonghwa-dang             | 민주공화당               | Demokratische Republikanische Partei                     | DRP                | nationalistisch-autoritär    | 1963  | 1980        |             |                                                                           |                                                                         | Democratic Republican Party               |
| 14 | Min-jeong-dang                 | 민정당                   | Demokratische Politische Partei                          | DPP                |                              | 1963  | 1964        |             |                                                                           | Daejung-dang                                                            |                                           |
| 15 | Daejung-dang                   | 대중당                   | Volkspartei                                              | VP                 |                              | 1965  | 1967        |             | Minju-dang (1963), Gungminui-dang (1963), Min-yeong-dang, Jayu-minju-dang | Sinmin-dang                                                             |                                           |
| 16 | Sin-han-dang                   | 신한당                   | Neue Partei Koreas                                       | NPK                |                              | 1966  | 1967        |             |                                                                           | Sinmin-dang                                                             |                                           |
| 17 | Sinmin-dang                    | 신민당                   | Neue Demokratische Partei                                | NDP                |                              | 1967  | 1980        |             | Daejung-dang, Sin-han-dang                                                | Sin-han-min-dang                                                        | New Democratic Party (South Korea)        |
| 18 | Minju-jeongui-dang             | 민주정의당               | Demokratische Gerechtigkeitspartei                       | DGP                | nationalistisch-rechts       | 1980  | 1990        |             | Minju-jayu-dang                                                           | Minju-gonghwa-dang                                                      | Democratic Justice Party                  |
| 19 | Hanguk-gungmin-dang            | 한국국민당               | Koreanische Bürgerpartei                                 | KBP                |                              | 1981  | 1981        |             |                                                                           |                                                                         | Korean National Party                     |
| 20 | Hanguk-minju-dang (1981)       | 한국민주당               | Demokratische Partei Koreas (1981)                       | DPK                |                              | 1981  | 1981        |             |                                                                           |                                                                         |                                           |
| 21 | Ming-gwon-dang                 | 민권당                   | Bürgerrechtspartei                                       | BRP                |                              | 1981  | 1985        |             |                                                                           |                                                                         |                                           |
| 22 | Sahoe-dang (1981)              | 사회당                   | Sozialistische Partei (1981)                             | SP81               |                              | 1981  | 1981        |             |                                                                           |                                                                         |                                           |
| 23 | Sin-han-min-dang               | 신한민당                 | Neue Demokratische Partei Koreas                         | NDPK               |                              | 1985  | 1987        |             | Sinmin-dang                                                               | Tongil-minju-dang                                                       |                                           |
| 24 | Pjeonghwa-minju-dang           | 평화민주당               | Demokratische Friedenspartei                             | DFP                |                              | 1987  | 1991        |             | Sin-minju-yeonhap-dang                                                    | Sin-minju-yeonhap-dang                                                  |                                           |
| 25 | Sin-minju-gonghwa-dang         | 신민주공화당             | Neue Demokratische Republikanische Partei                | NDRP               |                              | 1987  | 1990        |             |                                                                           | Minju-jayu-dang                                                         |                                           |
| 26 | Tongil-minju-dang              | 통일민주당               | Demokratische Wiedervereinigungspartei                   | DWP                |                              | 1987  | 1990        |             | Sin-han-min-dang                                                          | Minju-dang (1990)                                                       |                                           |
| 27 | Minju-dang (1990)              | 민주당                   | Demokratische Partei (1990)                              | DP90               |                              | 1990  | 1991        |             | Tongil-minju-dang                                                         | Minju-dang (1991)                                                       | Democratic Party (South Korea, 1990)      |
| 28 | Minju-jayu-dang                | 민주자유당               | Demokratisch Liberale Partei                             | DLP                | rechts                       | 1990  |             | 1995        | Minju-jeongui-dang, Tongil-minju-dang, Sin-minju-gonghwa-dang             | Sin-hanguk-dang                                                         |                                           |
| 29 | Minju-dang (1991)              | 민주당                   | Demokratische Partei (1991)                              | DP91               |                              | 1991  | 1995        |             | Minju-dang (1990), Sin-minju-yeonhap-dang                                 | Sae-jeongchi-gungminhoeui, Abscpaltung an die Tonghap-minju-dang (1995) | Democratic Party (South Korea, 1991)      |
| 30 | Sin-minju-yeonhap-dang         | 신민주연합당             | Neue Demokratische Allianzpartei                         | NDAP               |                              | 1991  | 1991        |             |                                                                           | Pjeonghwa-minju-dang                                                    |                                           |
| 31 | Jayu-minju-yeonhap             | 자유민주연합             | Allianz Liberaler Demokraten                             | ALD                | rechts-konservativ           | 1995  | 2006        |             | durch Abspaltung von der Minju-jayu-dang                                  | Gungmin-jungsim-dang und ein Teil durch Abspaltung zur Hannara-dang     | United Liberal Democrats                  |
| 32 | Sae-jeongchi-gungminhoeui      | 새정치국민회의           | Nationaler Kongress für Neue Politik                     | NKNP               |                              | 1995  | 2000        |             | Minju-dang (1991)                                                         | Sae-cheonnyeon-minju-dang                                               | National Congress for New Politics        |
| 33 | Sin-hanguk-dang                | 신한국당                 | Neue Koreanische Partei                                  | NKP                | rechts                       | 1995  | 1997        |             | Minju-jayu-dang                                                           | Hannara-dang                                                            | New Korea Party                           |
| 34 | Tonghap-minju-dang (1995)      | 통합민주당               | Vereinte Demokratische Partei (1995)                     | VDP95              |                              | 1995  | 1997        |             | durch Abspaltung von der Minju-dang (1991)                                | durch Aufspaltung an die Hannara-dang und Sae-jeongchi-gungminhoeui     |                                           |
| 35 | Gungmin-seungni 21             | 국민승리                 | Bürgersieg 21                                            | BS21               |                              | 1997  | 1997        |             |                                                                           |                                                                         |                                           |
| 36 | Hannara-dang                   | 한나라당                 | Große Nationalpartei                                     | GNP                | reaktionär-rechtskonservativ | 1997  |             | 2012        | Sin-hanguk-dang                                                           | Sae-nuri-dang                                                           | Grand National Party                      |
| 37 | Sahoe-dang (1998)              | 사회당                   | Sozialistische Partei (1998)                             | SP98               |                              | 1998  | 2012        |             |                                                                           | Nodong-dang                                                             | Socialist Party (South Korea)             |
| 38 | Minju-nodong-dang              | 민주노동당               | Demokratische Arbeiterpartei                             | DAP                | links-progressiv             | 2000  | 2011        |             |                                                                           | Tonghap-jinbo-dang                                                      |                                           |
| 39 | Sae-cheonnyeon-minju-dang      | 새천년민주당             | Demokratische Partei des Neuen Millenniums               | DPNM               |                              | 2000  |             | 2005        | Sae-jeongchi-gungminhoeui                                                 | Minju-dang (2005)                                                       | Millennium Democratic Party (South Korea) |
| 40 | Hanguk-mirae-yeonhap           | 한국미래연합             | Zukunftsallianz Koreas                                   | ZAK                |                              | 2002  | 2002        |             | durch Abspaltung von der Hannara-dang                                     | Hannara-dang                                                            |                                           |
| 41 | Yeollin-uri-dang               | 열린우리당               | Unsere Offene Partei                                     | UOP                | links-liberal                | 2003  |             | 2007        | Sae-cheonnyeon-minju-dang                                                 | Tonghap-minju-dang (2007)                                               | Uri Party                                 |
| 42 | Minju-dang (2005)              | 민주당                   | Demokratische Partei (2005)                              | DP05               | liberal                      | 2005  | 2007        |             | Sae-cheonnyeon-minju-dang                                                 |                                                                         | Democratic Party (South Korea, 2000)      |
| 43 | Gungmin-jungsim-dang           | 국민중심당               | Bürger Mittelpunkt Partei                                | BMP                |                              | 2006  |             | 2008        |                                                                           | Jayu-seonjin-dang                                                       | People First Party                        |
| 44 | Dae-tonghap-minju-sin-dang     | 대통합민주신당           | Große Vereinte Neue Demokratische Partei                 | GVNDP              | liberal                      | 2007  | 2008        |             |                                                                           | Yeollin-uri-dang                                                        | United New Democratic Party               |
| 45 | Jayu-seonjin-dang              | 자유선진당               | Liberale Fortschrittspartei                              | LFP                | liberal-konservativ          | 2007  |             | 2011        | Gungmin-jungsim-dang                                                      | Seonjin-tongil-dang                                                     | Liberty Forward Party                     |
| 46 | Tonghap-minju-dang (2007)      | 통합민주당               | Vereinte Demokratische Partei (2007)                     | VDP07              |                              | 2007  | 2008        |             | Yeollin-uri-dang                                                          | Tonghap-minju-dang (2008)                                               |                                           |
| 47 | Chin-pak-yeondae               | 친박연대                 | Pro-Park-Allianz                                         | PPA                | rechtskonservativ            | 2008  |             | 2010        | durch Abspaltung von der Hannara-dang                                     | Mirae-himang-yeondae                                                    | Pro-Park Coalition                        |
| 48 | Jinbo-sin-dang                 | 진보신당                 | Neue Progressive Partei                                  | NPP                | sozialdemokratisch           | 2008  | 2012        |             | Minju-nodong-dang                                                         | Nodong-dang                                                             |                                           |
| 49 | Minju-dang (2008)              | 민주당                   | Demokratische Partei (2008)                              | DP08               | liberal                      | 2008  | 2011        |             | Sae-cheonnyeon-minju-dang                                                 | Minju-tonghap-dang                                                      | Democratic Party (South Korea, 2008)      |
| 50 | Tonghap-minju-dang (2008)      | 통합민주당               | Vereinte Demokratische Partei (2008)                     | VDP08              |                              | 2008  |             | 2008        | Minju-dang (2005), Tonghap-minju-dang (2008)                              | Minju-dang (2008)                                                       |                                           |
| 51 | Mirae-himang-yeondae           | 미래희망연대             | Zukunft Hoffnung Allianz                                 | ZHA                | rechtskonservativ            | 2010  | 2012        |             | Chin-pak-yeondae                                                          | Sae-nuri-dang                                                           | Future Hope Alliance                      |
| 52 | Tonghap-jinbo-dang             | 통합진보당               | Vereinte Progressive Partei                              | VPP                | links-progressiv             | 2011  | 2014        |             | Minju-nodong-dang, Jinbo-sin-dang                                         | Abspaltung an die Jinbo-jeongui-dang                                    | Unified Progressive Party                 |
| 53 | Seonjin-tongil-dang            | 선진통일당               | Partei für Fortschritt und Vereinigung                   | PFV                | liberal-konservativ          | 2011  | 2012        |             | Jayu-seonjin-dang                                                         | Saenuri Party                                                           | Advancement Unification Party             |
| 54 | Gaehyeokgung-minjeong-dang     | 개혁국민신당             | Bürgerpartei für Reformen                                | BPR                | liberal                      | 2012  |             |             |                                                                           |                                                                         | People’s New Party for Reform             |
| 55 | Jinbo-jeongui-dang             | 진보정의당               | Progressive Gerechtigkeitspartei                         | PGP                |                              | 2012  |             | 2013        | durch Abspaltung von der Tonghap-jinbo-dang                               | Jeongui-dang                                                            |                                           |
| 56 | Minju-tonghap-dang             | 민주통합당               | Demokratische Vereinte Partei                            | DVP                | mitte-links                  | 2012  |             | 2013        | Tonghap-minju-dang                                                        | Minju-dang (2013)                                                       | Democratic United Party                   |
| 57 | Sae-nuri-dang                  | 새누리당                 | Neue Welt Partei                                         | NWP                | rechtskonservativ            | 2012  |             |             | Hannara-dang                                                              | Jayu-hanguk-dang                                                        | Saenuri Party                             |
| 58 | Noksaek-dang                   | 녹색당                   | Grüne Partei                                             | GP                 | links                        | 2012  |             |             |                                                                           |                                                                         | Green Party Korea                         |
| 59 | Jeongui-dang                   | 정의당                   | Gerechtigkeitspartei                                     | GKP                |                              | 2013  |             |             | Jinbo-jeongui-dang                                                        |                                                                         | Justice Party (South Korea)               |
| 60 | Minju-dang (2013)              | 민주당                   | Demokratische Partei (2013)                              | DP13               | links-liberal                | 2013  | 2014        |             | Minju-tonghap-dang                                                        | Sae-jeongchi-minju-yeonhap                                              | Democratic Party (South Korea, 2011)      |
| 61 | Nodong-dang                    | 노동당                   | Arbeiterpartei                                           | AP                 | sozialistisch                | 2013  |             |             | Jinbo-sin-dang                                                            |                                                                         | Labor Party (South Korea)                 |
| 62 | Deobureo-minju-dang            | 더불어민주당             | Zusammen Demokratische Partei                            | ZDP                | liberal                      | 2014  |             |             | Sae-jeongchi-minju-yeonhap                                                |                                                                         | Minjoo Party of Korea                     |
| 63 | Sae-jeongchi-minju-yeonhap     | 새정치민주연합           | Neue Politische Allianz für Demokratie                   | NPAD               | liberal                      | 2014  |             | 2015        | Minju-dang (2013)                                                         | Deobureo-minju-dang                                                     | New Politics Alliance for Democracy       |
| 64 | Gungminui-dang (2015)          | 국민의당                 | Partei der Bürger (2015)                                 | PDB15              | konservativ                  | 2015  |             |             |                                                                           |                                                                         | People’s Party (South Korea)              |
| 65 | Deobureo-minju-dang            | 더불어민주당             | Gemeinsame Demokratische Partei                          | GDP                | liberal                      | 2014  |             |             | Sae-jeongchi-minju-yeonhap-dang                                           |                                                                         | Minju Party                               |
| 66 | Bareun-jeongdang               | 바른정당,                | aufrichtige Partei                                       | RP                 | rechtskonservativ            | 2016  |             |             | Sae-nuri-dang                                                             |                                                                         | Bareun Party                              |
| 67 | Jayu-hanguk-dang               | 자유한국당               | Freiheitspartei Koreas                                   | FPK                | rechtskonservativ            | 2012  |             | 2017        | Sae-nuri-dang                                                             |                                                                         | Liberty Korea Party                       |
| 68 | Gungminui-him                  | 국민의힘                 | Macht der Staatsangehörigen                              | MTP                | konservativ                  | 2020  |             |             | Mirae-tonghap-dang                                                        |                                                                         | People Power Party                        |

Quelle: Länderbericht Korea